# Igor Stanojević
Igor Stanojević (Kirin Serbia: Игор Станојевић; sinh ngày 24 tháng 10 năm 1991) là một tiền vệ bóng đá Serbia, thi đấu cho FC Shirak ở Giải bóng đá ngoại hạng Armenia.